# 吉村誠之助
吉村 誠之助（よしむら せいのすけ、2006年1月4日 - ）は、日本中央競馬会 (JRA)栗東トレーニングセンター・清水久詞厩舎所属の騎手である。
JRA競馬学校40期生。父は兵庫県競馬の騎手である吉村智洋。

## 来歴
2024年3月2日の小倉2レースでデビュー(18頭立て9着)し、同月24日の阪神11レース・六甲ステークス(L)をボルザコフスキーで制して初勝利を上げた。4月21日には、マイラーズカップ(GII)に前走を自身の手綱で制したボルザコフスキーで挑み、重賞初出走を果たしたが17頭立ての9着であった。
また、父の所属する兵庫県競馬の園田競馬場を中心に、NAR各競馬場でのエキストラ騎乗も多く、11月末までに園田で17勝、高知・笠松で各1勝の計19勝を挙げており、4月11日の園田競馬では1999年5月3日に公営新潟競馬での武豊が記録したJRA所属騎手の地方での一日最多勝利記録に並ぶ4勝。6月20日には園田競馬場で7鞍に騎乗し5勝を挙げ、自身と武豊の持つJRA騎手の地方での一日最多勝を更新した。12月15日には朝日杯フューチュリティステークスでGI級競走騎乗を果たす。
2025年4月5日、チャーチルダウンズカップでランスオブカオスとのコンビで勝利し重賞初制覇となった。

## 騎乗成績
|            | 日付           | 競馬場・開催  | 競走名                           | 馬名             | 頭数 | 人気 | 着順 |
| ---------- | -------------- | ------------- | -------------------------------- | ---------------- | ---- | ---- | ---- |
| 初出走     | 2024年3月2日   | 2回小倉7日2R  | 3歳未勝利                        | ムーンセット     | 18頭 | 10   | 9着  |
| 初勝利     | 2024年3月24日  | 2回阪神2日11R | 六甲ステークス                   | ボルザコフスキー | 15頭 | 9    | 1着  |
| 重賞初騎乗 | 2024年4月21日  | 3回京都2日11R | マイラーズカップ                 | ボルザコフスキー | 17頭 | 10   | 9着  |
| 重賞初勝利 | 2025年4月5日   | 2回阪神3日    | チャーチルダウンズカップ         | ランスオブカオス | 11頭 | 2    | 1着  |
| GI初騎乗   | 2024年12月15日 | 7回京都6日11R | 朝日杯フューチュリティステークス | ランスオブカオス | 16頭 | 9    | 3着  |

### 年度別成績
| 年度   | 1着 | 2着 | 3着 | 騎乗数 | 勝率  | 連対率 | 複勝率 | 表彰 |
| ------ | --- | --- | --- | ------ | ----- | ------ | ------ | ---- |
| 2024年 | 52  | 43  | 47  | 461    | 0.113 | 0.206  | 0.308  |      |
| 中央   | 33  | 33  | 40  | 388    | 0.058 | 0.116  | 0.187  |      |
| 地方   | 19  | 10  | 7   | 73     | 0.260 | 0.397  | 0.493  |      |

### 主な騎乗馬
- ランスオブカオス（2025年チャーチルダウンズカップ）
- カナルビーグル（2025年ユニコーンステークス）